# Хърватски национален театър (Сплит)
Хърватският национален театър в Сплит (на хърватски: Hrvatsko narodno kazalište u Splitu) е един от най-старите национални хърватски театри (открит в град Сплит през 1893 г.) и най-значимата театрална и оперна сцена в Далмация. Стопанисва се от Министерството на културата на Хърватия.

## История

### 1893 – 1980 година
Сградата, в която се помещава театърът, е проектирана през 1893 г. по времето на тогавашния кмет на Сплит Гайо Булат, специално за целите на театралното изкуство от местните архитекти Емил Векети и Анте Безич. Интериорът е дело на Еуженио Скомпарини, Йосиф Варводич и Наполеон Кози. По това време това е най-големият театър в Югоизточна Европа с капацитет 1000 места при население на Сплит в онези години 16 000 души. Тъй като в края на XIX в. постоянна театрална трупа в Сплит все още няма, идеята е театърът да се използва от пътуващи театрални състави, предимно от Италия.
Първото обновяване на сградата е направено през 1920 г. и по това време Сплит вече разполага с постоянна професионална театрална трупа. Същевременно театърът е наречен Национален театър на Далмация. Осем години по-късно, през 1928 г., по времето на Кралство Югославия, той е обединен с националния театър на Сараево. След това за пореден път е преименуван в Национален театър на западните райони (Narodno pozorište za zapadne oblasti). Властта разформирова театралната трупа на Сплит, но все пак група артисти начело с Иво Тиярдович създават сплитско театрално общество, което продължава да поставя опери и оперети пред публика през 30-те години на XX в.
През 1940 г. театърът получава сегашното си име. Тиярдович става първият му директор, завеждащ драматическата част е Марко Фотез, а оперната и балетната част се поемат от Оскар Йозефович и Ана Рое. Но с италианската окупация през 1941 г. се налага закриването на трупата. Чак на 1 юли 1945 г. след завършването на войната театърът възобновява работата си с постановка на пиесата на хърватския автор Мирко Богович.
През февруари 1970 г. сградата е напълно унищожена при пожар и трупата изнася спектакли на други места в града до възстановяването на зданието през май 1980 г.

### 1980 – 2018 година
В наши дни Хърватският национален театър в Сплит е обявен за най-добрия далматински театър и се нарежда сред най-големите и стари театри по Средиземноморието. Ежегодно на сцената на Националния театър в Сплит се изнасят около 300 представления, сред които между 20 и 40 оперни, балетни и драматични спектакли, и многобройни симфонични концерти.

## Фестивали
Националният театър в Сплит провежда ежегодно два фестивала, които се радват на голям интерес от страна на публиката:
- Сплитско лято (Splitsko ljeto) е летният театрален фестивал, създаден през 1954 г. В Хърватия от по-отдавна се провежда единствено Дубровнишкият театрален фестивал. По традиция Сплитско лято се осъществява от средата на юли до средата на август и включва различни събития като напр. концерти с класическа музика и джаз под открито небе, изложби, театрални постановки, шоута по площадите на града. За представяне на част от събитията се избират знакови места в града като Двореца на Диоклециан.
- Маруличеви дни (Marulićevi dani) е фестивал, който в продължение на една седмица показва пред публика най-добрите произведения на хърватската драматургия през предходната година[3]. Фестивалът датира от 1991 г., когато е създаден по случай 490-ия юбилей от написването на „Юдит“, една от най-значимите творби на хърватската литература, чийто автор е Марко Марулич. Фестивалът се спонсорира от Министерството на културата на Хърватия.